# Toray Pan Pacific Open 1986
Il Toray Pan Pacific Open 1986 è stato un torneo di tennis giocato sul sintetico indoor.
È stata l'11ª edizione del Toray Pan Pacific Open, che fa parte del Virginia Slims World Championship Series 1986. Si è giocato al Tokyo Metropolitan Gymnasium di Tokyo, in Giappone, dall'8 al 14 settembre 1986.

## Campionesse

### Singolare
Steffi Graf ha battuto in finale  Manuela Maleeva con il punteggio di 6–4, 6–2

### Doppio
Bettina Bunge /  Steffi Graf hanno battuto in finale  Katerina Maleeva /  Manuela Maleeva con il punteggio di 6–1, 6(4)–7, 6–2